# Cserecsapat
A Cserecsapat egy amerikai akció-fantasy-vígjáték animációs televíziós sorozat a Disney Channel-nek, ami eredetileg 2006. július 28-tól 2009. március 30-ig ment. Bár a sorozat eredetileg szombatonként 20:00-kor adott részeket; átköltözött hétfőre, 17:00-ra. A sorozatot utoljára 2011. augusztus 27-én adták, amikor megszűnt az ABC Kids blokk. Kanadában a Disney XD jelenleg is adja a sorozatot hétköznap délután.
Rengeteg vendéghíresség dolgozott a sorozaton, beleértve a High School Musical sztárt, Zac Efron-t, Cory a házban sztárt, Jason Dolley-t, Harry Potter sztárt, Bonnie Wright-ot, Hannah Montana sztárt, Miley Cyrus-t, Sonny, a sztárjelölt sztárt, Doug Brochu-t, valamint Ed Begley, Jr., Josh Duhamel, Gilbert Gottfried, Tim Gunn, és Carson Palmer (önmagukat játsszák).

## Cselekmény
A történet egy szülők nélküli ikerpárról szól, akik egyszer találtak egy különleges képregényt, amelyet a fiktív "Fleemco" cég adott ki. Érdekességként megemlítendő, hogy soha nem derült ki a műsor folyamán, mi történt a gyerekek szüleivel. Az ikerpár (Todd és Riley) rendelt egy telefont is, amelyet szintén a Fleemco gyártott. Ennek a "csodatelefonnak" köszönhetően Todd és Riley új szülőket kapott, egy titkosügynök anya és egy fenegyerek apa személyében. A "replacements" (helyettesítések) név arra utal, hogy Todd és Riley bármikor felhívhatják a Fleemco-t, hogy lecseréljenek bárkit és bármit. A műsor az ikerpár kalandokkal és kalamajkákkal teli életét mutatja be az epizódok során.

## Főszereplők
- Todd Bartholomew Daring (Nancy Cartwright) – Timon Barna
- Riley Eugene Daring (Grey DeLisle) – Talmács Márta
- Richard Marion "Dick" Daring (Daran Norris)
- Karen Mildred "K" Daring (Kath Soucie) – Orosz Helga
- C.A.R.T.E.R. (David McCallum)
- Conrad Fleem (Jeff Bennett) – Versényi László
- Tasumi (Lauren Tom)
- Abbey Willson (Erica Hubbard (1. évad), Tempestt Bledsoe (2. évad))
- Jacobo Jacobo (HA-CO-BO) (Candi Milo)
- Shelton Gunnar Klutzberry (Jeff Bennett)
- Buzz Winters (Grey DeLisle)
- Donny Rottweiler (Jess Harnell)
- Johnny Hitswell (Dee Bradley Baker)
- Sierra McCool (Tara Strong)
- Cutler igazgató (Jeff Bennett)
- Cinnamon Boots herceg (HA-CO-BO)
- Shelly Klutzberry (Candi Milo)
- Jennifer és Claudia

## Epizódok
| Évad    | Epizód # | Első epizód      | Utolsó epizód    |
| ------- | -------- | ---------------- | ---------------- |
| 1. évad | 21       | 2006. július 28. | 2007. július 20  |
| 2. évad | 31       | 2007. július 27. | 2009. július 18. |